# El Argentino (Buenos Aires)
El Argentino fue un periódico matutino argentino fundado por Sergio Szpolski el 21 de julio de 2008 en la ciudad de Buenos Aires, donde se distribuía gratis de lunes a viernes. Era un tabloide de 24 páginas y 12 secciones. Desde 2010 contó con una versión en línea. El 10 de febrero de 2016 fue adquirido por el Grupo Indalo. Cerró en 2017. El diario se caracterizaba por un abierto apoyo oficialista al kirchnerismo y críticas despectivas hacia los opositores.
Versaba acerca de política, ciudad, economía y finanzas, judiciales y legislativas, sociedad, investigación, mundo, deportes, espectáculos, consumo y entretenimiento. A partir de 2020 es reflotado por un grupo de periodistas y obreros tanto en forma escrita como en la web.